# Brama Toruńska w Grudziądzu
Brama Toruńska – jedna z 5 bram w murach obronnych Grudziądza. Broniła mostu nad strumieniem wykorzystywanym jako fosa, umożliwiając wjazd do miasta od strony południowej (od Torunia). Zbudowana w początkach XIV wieku, rozebrana w końcu XIX wieku. Zachował się most (mocno przebudowany w XIX wieku) i baszta przedbramia (obecnie kamienica). Most pochodzi przypuszczalnie z XIV wieku i jest prawdopodobnie jednym z najstarszych zachowanych mostów w Polsce.
W 2013 roku, w czasie remontu nawierzchni ul. Klasztornej, odkopano, będące w zaskakująco dobrym stanie, pozostałości wieży bramnej.